# 利伯瑙 (下萨克森州)
利伯瑙（德語：Liebenau，發音：[ˈliːbənaʊ] ⓘ）是德国下萨克森州威悉河畔宁堡县的市镇，面积23.08平方千米，2023年12月31日人口为3,926人。